# Орсеоло, Оттон
Оттон Орсеоло (итал. Ottone Orseolo; 992 — 1032, Константинополь) — 27-й венецианский дож (1009—1026).
Оттон Орсеоло был самым молодым дожем Венеции, став соправителем, а затем и наследовав трон после своего отца Пьетро II Орсеоло в возрасте шестнадцати лет. При его избрании не было подано ни одного голоса против. Был женат на младшей сестре венгерского короля Стефана I Святого.
После смерти патриарха Градо Оттон назначил на эту должность своего старшего брата Орсо — епископа Торчелло, а его епархию передал другому брату, Витале. Это вызвало опасения у части венецианцев, опасавшихся, что Оттон готовит наследственную монархию. Оппозиционеров возглавил новый патриарх Аквилеи Поппо Треффен. Он заявил свои притязания на патриархию Градо и объявил Орсо узурпатором.
Недовольство венецианцев вынудило Оттона и Орсо бежать из Венеции в 1022 году. Треффен, войдя в Градо, начал грабить церкви и монастыри, что вызвало гнев венецианцев, призвавших братьев Орсеоло вернуться в 1023 году, а в 1024 году Иоанн XIX подтвердил независимость епархии Градо. В 1026 году при назначении на церковные должности Оттон снова столкнулся с сильной оппозицией венецианцев, которые схватили его, сбрили бороду и изгнали в Константинополь.
Андреа Дандоло так описывал Оттона Орсеоло через три века после его смерти: «Католик по вере, чист в помыслах, справедлив в суде, благочестив в религии, порядочен в повседневной жизни, богат, исполнен достоинств, а посему и был всеми признан настоящим наследником своего отца и деда».
Его сын Пётр Орсеоло стал венгерским королём.